# William Percival Crozier
William Percival Crozier (* 1. August 1879 in Stanhope in County Durham; † 16. April 1944 in Manchester) war ein britischer Journalist. Ab 1932 war er Herausgeber des Manchester Guardian. In dieser Funktion folgte er Edward Taylor Scott, der bei einem Segelunfall ums Leben gekommen war.
Crozier war der jüngste von vier Söhnen von Elizabeth Hallimond und Reverend Richard Crozier, einem methodistischen Priester. Er erhielt seine Ausbildung an der Manchester Grammar School und am Trinity College in Oxford, an dem er 1900 den akademischen Grad eines Bachelor in Klassischer Altertumswissenschaft erwarb. 1906 heiratete er Gladys Baker aus Maidstone, mit der er einen Sohn und zwei Töchter hatte.
Nachdem er Oxford verlassen hatte, war er kurze Zeit Lehrer in Knaresborough, bevor er eine journalistische Ausbildung abbrach und 1903 zunächst bei The Times und dann beim Manchester Guardian arbeitete. Er beeindruckte mit einer kritischen Analyse der Gründe für eine Zollreform und kam bald zu Edward Taylor Scott, der ihn zu seinem Gatekeeper machte. Ab 1912 leite er die Nachrichtenredaktion und ab 1918 die Wehrredaktion, anschließend leitete er die Auslandsredaktion. Unter Scott reorganisierte Crozier den Auslandsnachrichtendienst des Guardian, erweiterte den Einsatz von Fotografien und Karten, führte neue Inhalte, wie 1929 ein tägliches Kreuzworträtsel, ein. Er war ein engagierter Zionist und galt als führender Anwalt des jüdischen State Building in der Tagespresse.
Crozier wurde zum Mitglied der Geschäftsleitung des Manchester Guardian berufen und im April 1932 nach dem Tod von Edward Taylor Scott zum Herausgeber ernannt. In die Zeit von Croziers Schriftleitung fiel die Machtergreifung der NSDAP im Deutschen Reich und ein Teil des Zweiten Weltkrieges.
In Zusammenarbeit mit seinem Freund, dem Korrespondenten des Guardian im Deutschen Reich, Frederick Augustus Voigt, gelang es ihm, am Beispiel des Zensurwesens der Reichspressekonferenz das Wesen des Nationalsozialismus journalistisch fundiert darzustellen. Im Juni 1936 wurde er zum Parteiratsmitglied der Liberal Party gewählt, ab 1943 war er Präsident des liberalen Manchester Reform Club.
Ab den späten 1930er Jahren litt er an einem Magengeschwür, aber 1943 wurde bei ihm eine Herzerkrankung diagnostiziert, an der er starb.

## Schriften
- The „Manchester Guardian“ History of the war. John Heywood, London/Manchester 1914–1920.
- Letters of Pontius Pilate: Written During His Governorship of Judea to His Friend Seneca in Rome, 1928.
- Charles Percival Scott in the Office. In: L. J. Hammond: C P Scott of the Manchester Guardian. Harcourt Brace and Company, New York 1934, S. 305–328.
- The Fates are Laughing, 1945.